# Taggsovare
Taggsovare (Platacanthomyidae) är en familj i underordningen råttartade gnagare. Familjen förekommer i tropiska delar av Asien med två släkten och ett utdött släkte. Medlemmarna räknades fram till 1984 till familjen sovmöss. Flytten till råttartade gnagare genomfördes av G. G. Musser och M. D. Carleton som förklarade åtgärden med nya forskningsresultat om upphittade fossil.
Arterna i familjen liknar sovmöss i utseende men har samma tanduppsättning som övriga medlemmar i samma underordning. Det finns alltså bara tre molarer och inga premolarer. Hur de är släkt med de andra råttartade gnagare är inte utrett och därför listas de som självständig familj.

## Utseende
Arterna når en kroppslängd (huvud och bål) av 7 till 14 cm och en svanslängd av 7,6 till 13,5 cm. Jämförd med arterna i släktet Typhlomys har den indiska taggsovaren en större bål samt en större vikt. Däremot är svansen hos indisk taggsovare kortare. Taggar förekommer bara i släktet Platacanthomys som dessutom har en brunaktig päls på ovansidan medan pälsen i släktet Typhlomys är mörkgrå. Påfallande för släktet Typhlomys är arternas små ögon. Familjens medlemmar har fem fingrar vid framtassarna varav tummen bär en nagel medan de andra fingrarna bär klor. Vid bakfoten är endast stortån av den indiska taggsovaren utrustad med en nagel. Övriga tår och i släktet Typhlomys alla tår bär klor.

## Utbredning
Taggsovare lever på det sydostasiatiska fastlandet samt i den angränsande palearktiska regionen från Indien till sydöstra Kina och Vietnam. Habitatet utgörs av städsegröna eller lövfällande skogar i kulliga områden samt i bergstrakter mellan 300 och 3000 meter över havet. Arterna hittas ofta i skogar längs vattendrag. Ibland besöks regioner med bambu eller jordbruksmark intill skogar.

## Ekologi
Fältstudier som undersökte levnadssättet hos släktet Typhlomys är fåtaliga och utöver arternas nattaktivitet är inte mycket känt. En studie med Typhlomys chapensis i fångenskap visade att den kan orientera sig med hjälp av ekolokalisering, vad som är unikt bland gnagare. Den indiska taggsovaren klättrar främst i träd och bygger bon av blad som placeras i trädens håligheter. Ofta lever mer än en vuxen individ i boet. Arten jagas av olika ormar och viverrider.
Indisk taggsovare äter främst frön och frukter och arterna av det andra släktet kanske även blad och gröna stjälkar. Endast när utbudet av frukter är anmärkningsvärd stort plockar flera exemplar sin föda på samma ställe. Honor av släktet Typhlomys föder 2 till 4 ungar per kull. Av indisk taggsovare observerades dräktiga honor i mars. Ungar med vitaktig svansspets dokumenterades däremot i november/december. Därför antas att honor har minst två kullar per år.

## Systematik
Familjen bildas av tre släkten varav en är utdött:
- Familj Platacanthomyidae
  - Släkte †Neocometes
    - †Neocometes brunonis
    - †Neocometes orientalis
    - †Neocometes similis

  - Släkte Platacanthomys
    - †Platacanthomys dianensis
    - Indisk taggsovare (Platacanthomys lasiurus)

  - Släkte Typhlomys
    - Kinesisk taggsovare (Typhlomys cinereus)
    - Typhlomys chapensis
    - Typhlomys daloushanensis
    - Typhlomys nanus
    - †Typhlomys hipparionium
    - †Typhlomys intermedius
    - †Typhlomys macrourus
    - †Typhlomys primitivus